# Clifton Webb
Clifton Webb (właśc. Webb Parmalee Hollenbeck; ur. 19 listopada 1889 w Indianapolis, zm. 13 października 1966 w Beverly Hills) – amerykański aktor filmowy i teatralny oraz tancerz i piosenkarz. Trzykrotnie nominowany do Oscara za role pierwszo- i drugoplanowe.
8 lutego 1960 otrzymał własną gwiazdę w Alei Gwiazd w Los Angeles znajdujące się przy 6850 Hollywood Boulevard.

## Życiorys
Urodził się w Indianapolis w stanie Indiana jako jedyne dziecko Mabel A. Parmelee i Jacoba Granta Hollenbecka, kasjera. W 1892 wraz z matką przeprowadził się do Nowego Jorku.
W 1909, używając pseudonimu Clifton Webb, w wieku 19 lat został zawodowym tancerzem towarzyskim, często współpracując z Bonnie Glass. Wystąpili w około dwudziestu operetkach, zanim ostatecznie zastąpił go Rudolph Valentino. W 1913 zadebiutował na Broadwayu. Grał w szeregu udanych broadwayowskich rewii muzycznych i sztukach Noëla Cowarda.
Po raz pierwszy trafił na ekran jako tancerz w dramacie wojennym Korowód Narodowego Czerwonego Krzyża (National Red Cross Pageant, 1917) z Ethel Barrymore. Za rolę podejrzanego o morderstwo aroganckiego publicysty Waldo Lydeckera w dramacie kryminalnym noir Ottona Premingera Laura (1944) był nominowany do Oscara dla najlepszego aktora drugoplanowego. Kolejną nominację do Oscara dla najlepszego aktora drugoplanowego i Złoty Glob dla najlepszego aktora drugoplanowego zdobył za kreację Elliotta Templetona w dramacie muzycznym Edmunda Gouldinga Ostrze brzytwy (1946). Jako Lynn Belvedere w komedii Gosposia do wszystkiego (1948) był nominowany do Oscara dla najlepszego aktora pierwszoplanowego. Za postać kapelmistrza i kompozytor marszów wojskowych i operetek Johna Sousy w melodramacie muzycznym Henry’ego Kostera Stars and Stripes Forever (1952) otrzymał nominację do Złotego Globu dla najlepszego aktora w filmie komediowym lub musicalu.
Ukrywał swój homoseksualizm. Prywatnie był oddany swojej starzejącej się matce, z którą mieszkał i która zmarła w 1960, Webb wycofał się z aktorstwa w 1962. Zmarł 13 październik 1966 na zawał mięśnia sercowego w wieku 76 lat.

## Wybrana filmografia
- 1944: Laura jako Waldo Lydecker
- 1946: Ostrze brzytwy jako Elliott Templeton
- 1948: Gosposia do wszystkiego jako Lynn Belvedere
- 1953: Titanic jako Richard Ward Sturges
- 1954: Trzy monety w fontannie jako John Frederick Shadwell
- 1957: Chłopiec na delfinie jako Victor Parmalee

## Nagrody
| Rok  | Nagroda    | Kategoria                    | Film                  |
| ---- | ---------- | ---------------------------- | --------------------- |
| 1947 | Złoty Glob | Najlepszy aktor drugoplanowy | Ostrze brzytwy (1946) |